# Alexander Higgins (cầu thủ bóng đá, sinh năm 1869)
William Alexander Higgins (sinh năm 1869) là một cầu thủ bóng đá người Anh. Ông thường thi đấu ở vị trí hậu vệ. Ông sinh ra ở Smethwick, Staffordshire, thi đấu cho Manchester United, Albion Swifts, Birmingham St George's, Grimsby Town, Bristol City, Newcastle United, và Middlesbrough.